# Christine Georges Diguibaye
Christine Georges Diguibaye   (1963) és una política txadiana que va ser nomenada ministre de finances el febrer de 2017.

## Carrera política
Diguimbaye era anteriorment una oficial de la Unió Africana a Addis Abeba. El president Idriss Déby la va ser nomenat ministre de finances el 6 de febrer de 2017 després que Mbogo Ngabo Selil rebrés un tret el gener.